# Kroonluchter

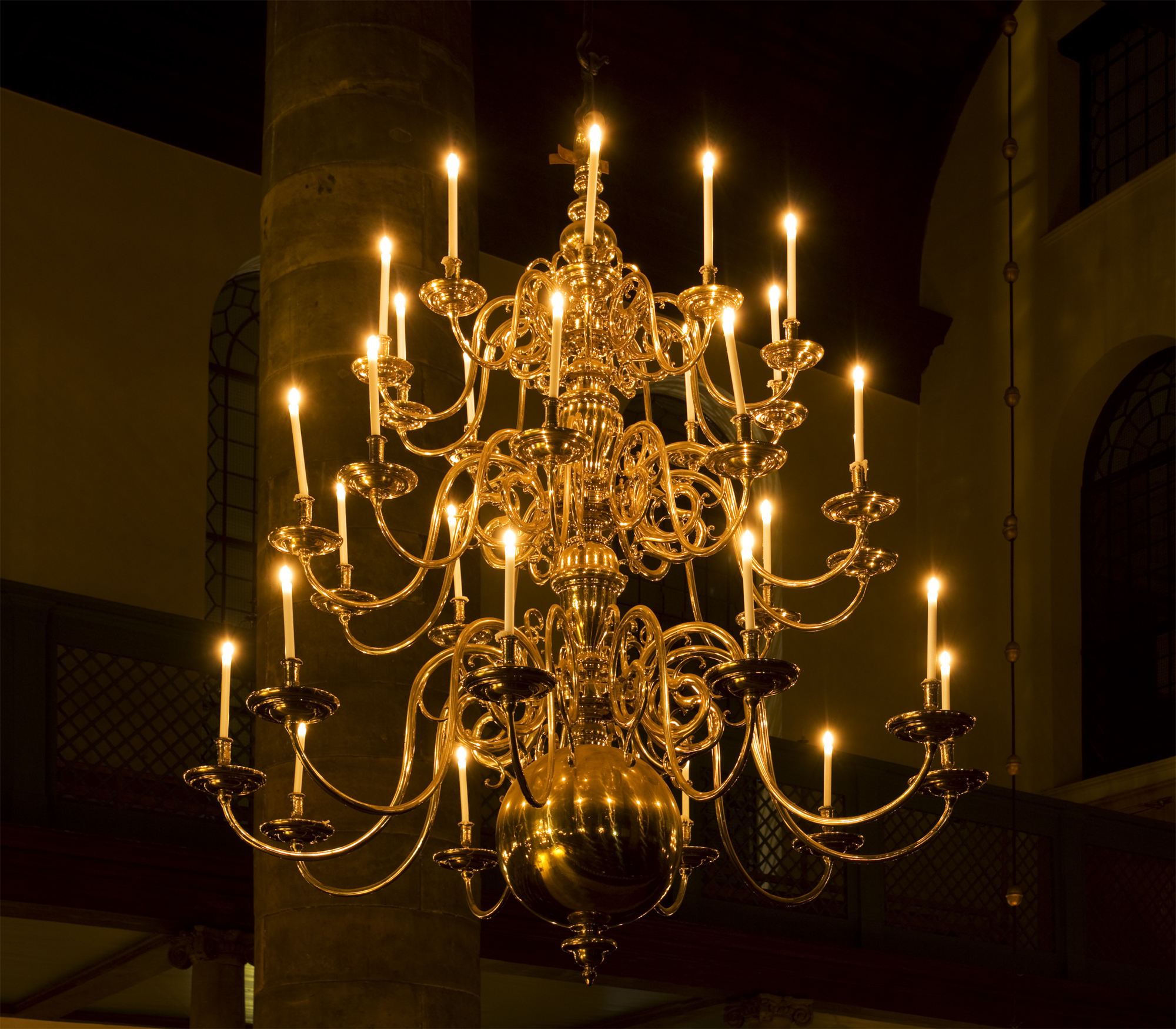
Antieke kroonluchter met kaarsen

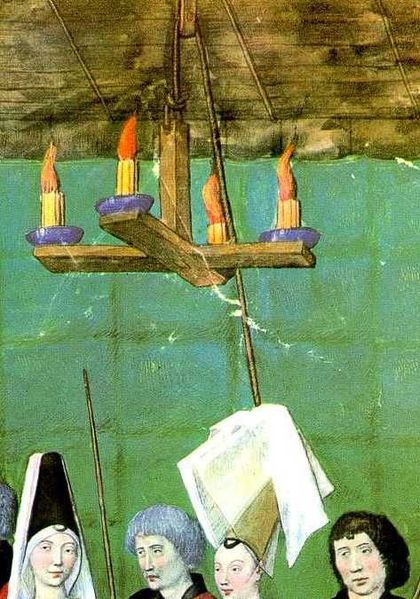
Middeleeuwse kroonluchter in Le Livre des tournois van René I van Anjou, ca. 1460

Een kroonluchter (ook: kandelaber, kroonlamp, lichtkroon, kaarsenkroon, luchter of luster) is een veelarmige hangende lamp met een decoratieve functie die met een ketting aan het plafond is bevestigd.
Kroonluchters, waarin kristal, een loodhoudende glassoort, met een hogere glans, lichtbreking, en klank is verwerkt, zijn zwaarder dan andere soorten verlichting en kunnen een versterkt plafond en speciale bevestigingsmethoden vereisen.  Er was uitvoer van kroonluchters naar onder andere Amsterdam.
De Spiegelzaal in het Kasteel van Versailles bij Parijs wordt verlicht met diverse kristallen kroonluchters. 's Werelds grootste kroonluchter van Boheems kristal bevindt zich in het Dolmabahçepaleis in Turkije.
In de 18e eeuw was de productie van kroonluchters in Okres Děčín (Noord-Bohemen) geconcentreerd. In de dorpen bevonden zich talrijke familiebedrijfjes die zich toelegden op het slijpen van kristal.

## Vlaamse kroonluchter
Het Hollandse imago van soberheid en zuinigheid komt ook in een honderden jaren oud type kroonluchter naar voren: de Vlaamse luchter (voor Engelstaligen Dutch chandelier) is er één zonder kristal of andere dure en breekbare ornamenten. Door de (meestal koper- of goudkleurige) lamp regelmatig te poetsen ontstaat de fonkeling onder andere op de bal aan de onderzijde van het armatuur.

## Oorsprong en ontwikkeling
De oudste kaarsenkroonluchters werden gebruikt door rijke lieden in de middeleeuwen. Ze hadden meestal de vorm van een houten kruis met spijkers waarop kaarsen konden worden bevestigd. Het geheel hing aan een touw of ketting aan een haak aan het plafond. Vanaf de 15e eeuw werden ring- of kroonvormige ontwerpen populair. Aangezien verlichting duur was, waren kroonluchters een statussymbool.
In het begin van de 18e eeuw ontstonden gegoten vormen van verguld brons met lange, gebogen armen, die in talrijke huizen van kooplieden te vinden waren. Ontwikkelingen in de glasfabricage in de 18e eeuw maakten het bovendien mogelijk goedkoper kristal te produceren, dat vanwege zijn hoge brekingsindex en lichtverstrooiende eigenschappen spoedig ook in kroonluchters werd toegepast. In de 19e eeuw deden kroonluchters met gasverlichting hun intrede en werden veel kroonluchters met kaarsen omgebouwd en geschikt gemaakt voor gaslicht. Rond 1890 verschenen vervolgens de eerste kroonluchters die werkten op elektriciteit.

## Grootste kroonluchters ter wereld
Onderstaande lijst toont de grootste kroonluchters ter wereld die voldoende aan bovengenoemde definitie van een kroonluchter.
| Afbeelding                                                                | Jaar      | Locatie                      | Beschrijving                                          | Afmetingen                 | Gewicht | Aantal lichten       | Bron      |
| ------------------------------------------------------------------------- | --------- | ---------------------------- | ----------------------------------------------------- | -------------------------- | ------- | -------------------- | --------- |
|                                                                           | 1996?     | Sultan Qaboos-moskee, Oman   | Swarovski kristal en goudwerk                         | 14 m                       | 8,5 ton | 1200 halogeen lampen | [3][4]    |
|                                                                           | 1987?     | Kocatepe-moskee, Ankara      |                                                       | 5,5 m diameter             | 7,5 ton | 36 lampen            | [3]       |
| (Plaats hier een afbeelding van de kroonluchter van de Casino van Knokke) | 1952      | Knokke Casino, Knokke        | Venetisch kristal                                     | 6,5 m hoog, diameter 8,5 m | 7,5 ton | 2700 lampen          | [5][6][7] |
|                                                                           | 1858      | Opéra Garnier, Parijs        | Brons en kristal kroonluchter                         |                            | 7 ton   |                      | [3][8][5] |
|                                                                           | 1850-1900 | Dolmabahçe Paleis, Istanboel | Grootste boheemse kristalglas-kroonluchter ter wereld |                            | 4,5 ton | 750 lampen           | [8][5]    |
|                                                                           |           | Jai Vilas Paleis, Gwalior    |                                                       | 12,5 m                     | 3,5 ton |                      | [3][9]    |